# 13. leden
13. leden je 13. den roku podle gregoriánského kalendáře. Do konce roku zbývá 352 dní (353 v přestupném roce). Svátek má Edita.

## Události

### Česko
- 0845 – Na dvoře Ludvíka Němce, krále Východofranské říše, přijalo čtrnáct českých knížat křesťanství.
- 1501 – První kniha náboženských zpěvů v místní řeči (v češtině) vyšla tiskem. Obsahuje 89 hymn v českém jazyce. Název zpěvníku se neví, protože u jediné zachované kopie zrovna chybí první stránka.[zdroj?]
- 1842 – Rakouská policie zatkla praktikanta pražského kriminálního soudu, Františka Ladislava Riegra (24). Byl obviněn z toho, že se tajně stýkal s polským revolucionářem Lukasiewiczem. 29. ledna byl zproštěn obvinění a propuštěn na svobodu.
- 1939 – Vláda Česko–Slovenska schválila návrh ministra veřejných prací Dominika Čipery na trasování Česko-slovenské dálnice.
- 1968 – Automobilka Tatra a Carrozzeria Alfredo Vignale uzavřely smlouvu o designu nových osobních automobilů typové řady Tatra 613.
- 1981 – Mluvčími Charty 77 se stali Václav Malý a Bedřich Placák.

### Svět
- 1099 – Křižáci vytáhli z Antiochie na Jeruzalém.
- 1128 – Papež Honorius II. uznal řád templářských rytířů a prohlásil jej Armádou Boží.
- 1404 – Anglický parlament odsouhlasil Act of Multipliers zakazující alchymistům použít svých znalostí k výrobě vzácných kovů. (Vycházelo to z obavy, že by jakýkoliv alchymista mohl zruinovat království).
- 1822 – Byla vyhlášena nezávislost Řecka. Osmanskou říší však byla uznána až v roce 1830.
- 1943 – Druhá světová válka: Adolf Hitler nařídil totální mobilizaci v Třetí řiši.
- 1945 – Sovětská vojska zahájila přímý útok na Východní Prusko – Východopruskou operaci.
- 1991 – Sovětští vojáci a milice u Vilniuské televizní věže násilně rozehnali demonstraci za litevskou nezávislost a zabili při tom 14 neozbrojených civilistů.
- 2012 – Při ztroskotání výletní lodi Costa Concordia u italského ostrova Giglio zahynulo 32 lidí.

## Narození
Automatický abecedně řazený seznam viz Kategorie:Narození 13. ledna

### Česko

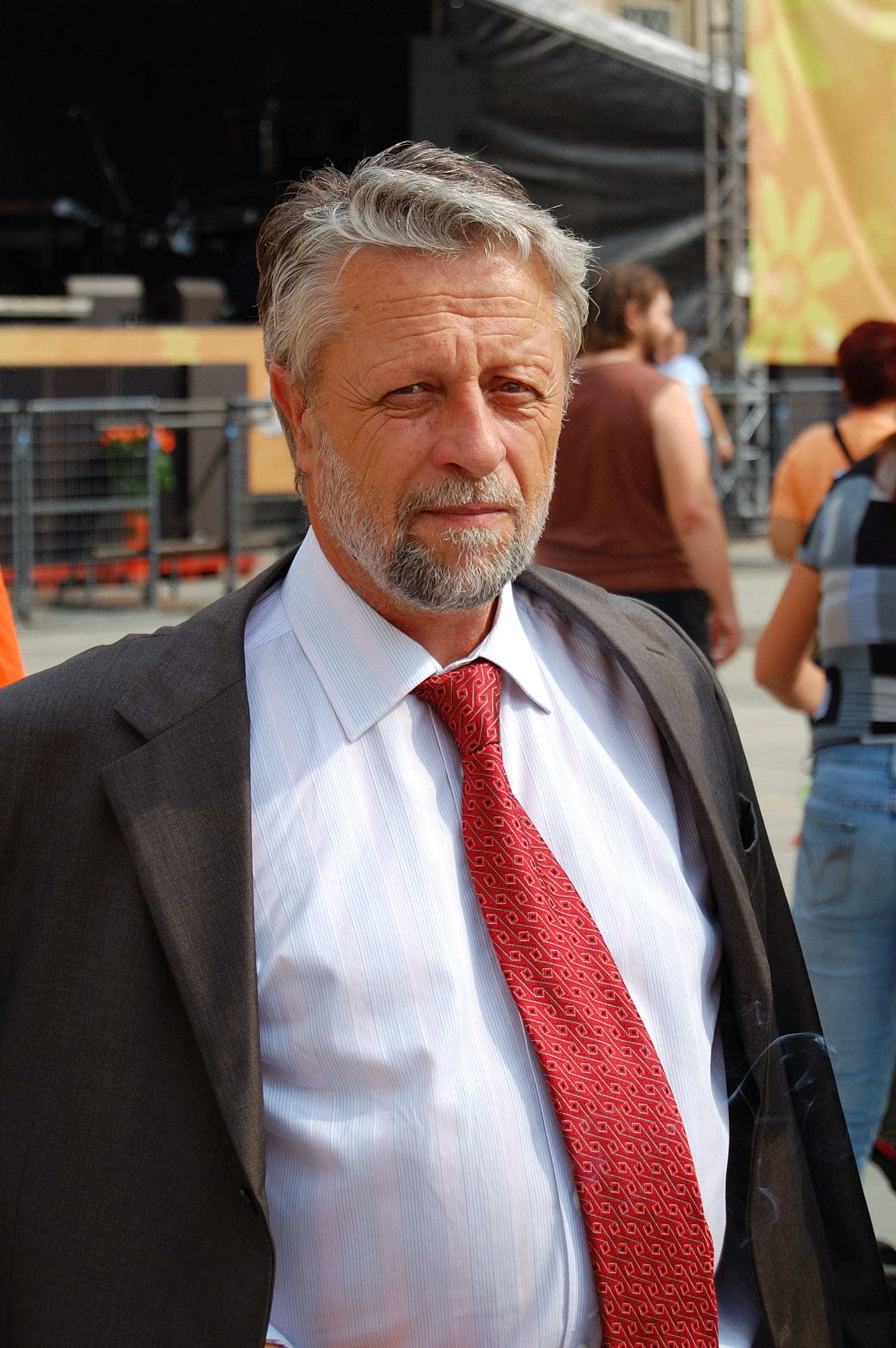
František Bublan (* 1951; politik)

- 1403 – Oldřich II. z Rožmberka, šlechtic a politik († 28. dubna 1462)
- 1561 – Šimon Podolský z Podolí, malíř a kartograf († 1617)
- 1749 – František Faustin Procházka, kněz, spisovatel a knihovník († 2. prosince 1809)
- 1818 – František Kavan, skladatel a sbormistr († 6. prosince 1896)
- 1819 – Ignác Vondráček, ostravský důlní podnikatel († 14. června 1887)
- 1845 – Karel Eichler, římskokatolický kněz, hudebník a spisovatel († 25. dubna 1918)
- 1853 – Antonín Rezek, historik a politik († 4. února 1909)
- 1859 – Viktor Tietz, šachista německé národnosti († 8. prosince 1937)
- 1865 – Karel Jonáš, československý politik († 2. května 1922)
- 1869 – Rudolf Kuchynka, historik umění († 27. června 1925)
- 1870 – Josef Králíček, kanovník Katedrální kapituly u sv. Štěpána v Litoměřicích († 17. dubna 1939)
- 1879 – Julius John, československý politik německé národnosti († ?)
- 1882 – Karel Hrdina, klasický filolog a překladatel († 28. srpna 1949)
- 1885 – Josef Štětka, komunistický politik († 24. října 1963)
- 1886 – August Žáček, fyzik († 28. října 1961)
- 1888
  - Ferdiš Duša, grafik, malíř a keramik († 1. prosince 1958)
  - Vasil Atanas Božinov, hudební skladatel bulharského původu († 16. listopadu 1966)
- 1889 – Vincenc Charvát, legionář a levicový politik († 25. ledna 1947)
- 1893 – Jan Evangelista Zelinka, skladatel, klavírista a hudební publicista († 30. června 1969)
- 1899 – Jaromír Fučík, překladatel z italštiny († 19. září 1989)
- 1904 – Karel Bidlo, fagotista († 13. července 1992)
- 1906 – Josef Matoušek, historik a vysokoškolský pedagog († 17. listopadu 1939)
- 1914 – Václav Maňas starší, hudební skladatel a hudebník († 30. září 1997)
- 1917 – Hančí Baarová, spisovatelka († 18. května 1947)
- 1920 – Robert Vrchota, herec († 25. dubna 1993)
- 1921 – Werner Forman, spisovatel († 13. února 2010)
- 1922 – Bohumír Matal, malíř († 7. července 1988)
- 1925 – Marie Terezie Brichtová, mniška, překladatelka katolické literatury
- 1930 – Miloš Zapletal, spisovatel, autor knih pro mládež a sběratel her († 8. května 2025)
- 1934
  - Oldřich Unger, rozhlasový reportér, herec († 16. července 2015)
  - Vratislav Varmuža, výtvarník, sochař a pedagog
- 1938 – Václav Větvička, botanik a popularizátor vědy
- 1940 – Jaroslav Eliáš, lékař, předseda Společnosti pro duchovní hudbu
- 1942 – Petr Brožek, hudebník a herec
- 1943 – Josef Černý, malíř
- 1947
  - Karel Bělina, horolezec
  - Jaroslav Drbohlav, herec († 28. dubna 1985)
  - Jiří Roupec, novinář, písničkář a cestovatel
- 1950 – Anna Malchárková, básnířka, prozaička, sběratelka folkloru
- 1951
  - Zuzka Bebarová-Rujbrová, komunistická politička
  - František Bublan, politik, bývalý ministr vnitra
- 1953 – Ivo Pelant, dramaturg a scenárista
- 1955 – Vojtěch Filip, předseda Komunistické strany Čech a Moravy
- 1956 – Luděk Fiala, lékař, spisovatel, diplomat
- 1968 – Ester Kočičková, textařka, zpěvačka a moderátorka
- 1972 – Miroslav Žamboch, spisovatel, autor fantasy a science fiction
- 1971 – Marcela Kilarská, orientační běžkyně
- 1977 – Andrea Černá, herečka
- 1979 – Jiří Ovčáček, mluvčí
- 2004 – Michaela Pecháčková, herečka

### Svět

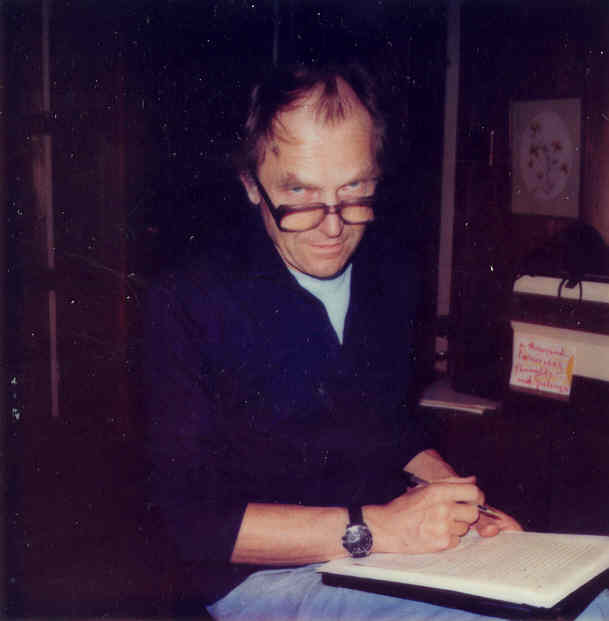
Paul Karl Feyerabend (* 1924)

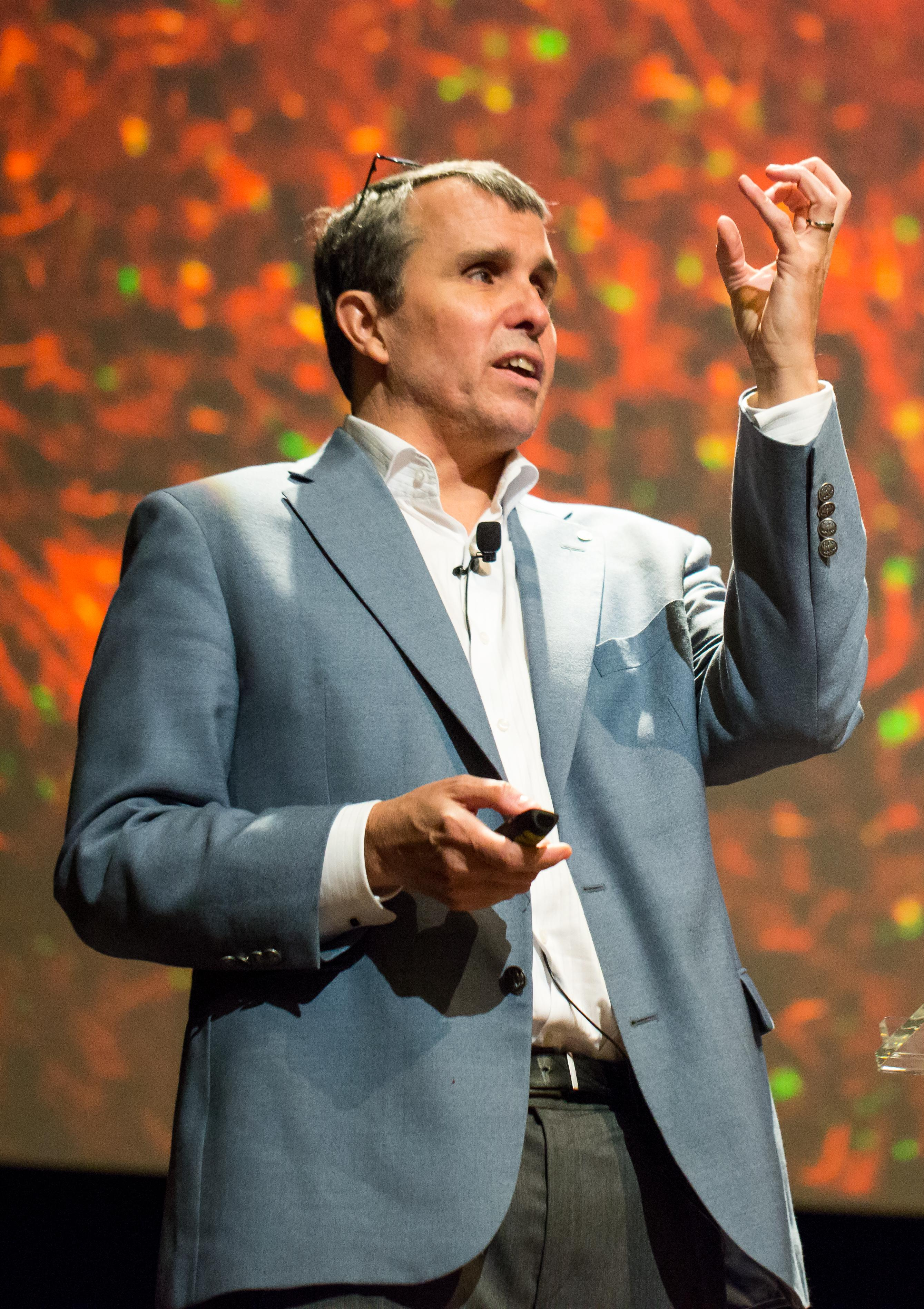
Eric Betzig (* 1960)

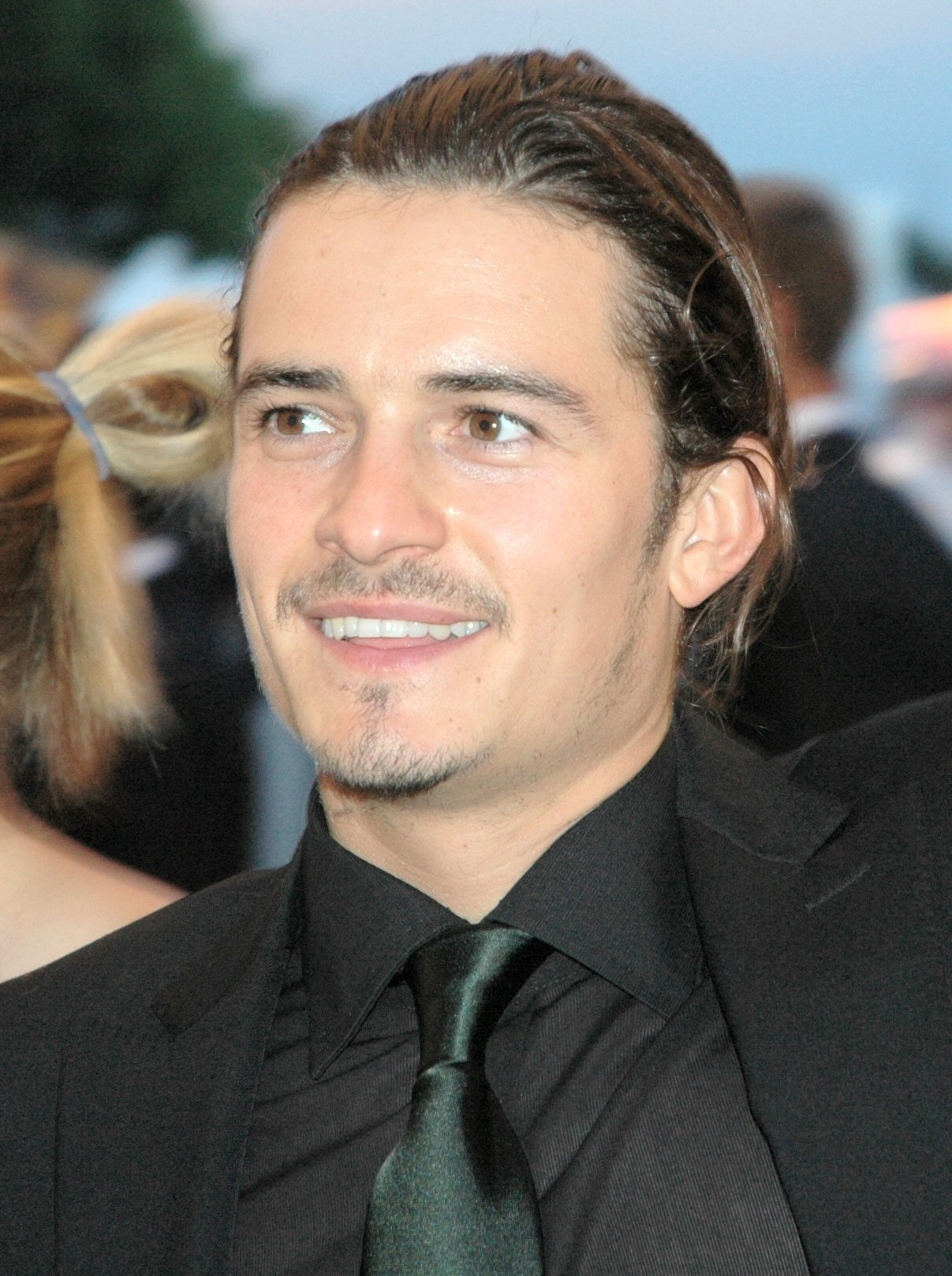
Orlando Bloom (* 1977)

- 1182 – Anežka Babenberská, uherská královna (* 1151/1154)
- 1333 – Jindřich II. Kastilský, král Kastilie a Leónu († 29. května 1379)
- 1566 – Marie Brunšvicko-Lüneburská, německá šlechtična, vévodkyně a princezna († 13. srpna 1626)
- 1596 – Jan van Goyen, holandský malíř († 27. dubna 1656)
- 1610 – Marie Anna Habsburská, rakouská arcivévodkyně († 25. září 1665)
- 1635 – Philipp Jacob Spener, německý teolog († 5. února 1705)
- 1698 – Pietro Metastasio, italský spisovatel a básník († 12. dubna 1782)
- 1736 – Franz Ferdinand von Schrötter, rakouský univerzitní profesor, právník, historik († 3. června 1780)
- 1763 – Louis Alexandre Andrault de Langeron, ruský generál francouzského původu († 4. července 1831)
- 1766 – Beyhan Sultan, osmanská princezna a dcera sultána Mustafy III. († 7. listopadu 1824)
- 1808 – Salmon P. Chase, americký právník a politik († 7. května 1873)
- 1809 – Friedrich Ferdinand von Beust, saský a rakouský politik († 23. října 1886)
- 1812 – Victor de Laprade, francouzský básník, spisovatel a politik († 13. prosince 1883)
- 1813 – Ljudevit Vukotinović, chorvatský spisovatel a politik († 17. března 1893)
- 1827 – Nikolaj Nikolajevič Beketov, ruský fyzikální chemik († 13. prosince 1911)
- 1836 – Giuseppe Abbati, italský malíř († 21. února 1868)
- 1843 – Louis Léger, francouzský spisovatel a slavista († 30. dubna 1923)
- 1845 – Félix Tisserand, francouzský astronom († 20. října 1896)
- 1848 – Franz von Soxhlet, německý zemědělský chemik († 5. května 1926)
- 1864 – Wilhelm Wien, německý fyzik († 30. srpna 1928)
- 1866 – Vasilij Sergejevič Kalinnikov, ruský hudební skladatel († 11. ledna 1901)
- 1870 – Jędrzej Moraczewski, předseda polské vlády († 5. srpna 1944)
- 1872 – Axel Malmström, švédský novinářský fotograf († 7. července 1945)
- 1873 – Joshua Benoliel, dvorní fotograf krále Karla I. Portugalského († 3. února 1932)
- 1874 – Jozef-Ernest van Roey, belgický arcibiskup a kardinál († 6. srpna 1961)
- 1876
  - Erhard Schmidt, německý matematik († 6. prosince 1959)
  - Fatma Pesend Hanımefendi, jedenáctá manželka osmanského sultána Abdulhamida II. († 5. listopadu 1924)
- 1882 – Alois Hitler mladší, bratr německého diktátora Adolfa Hitlera († 20. května 1956)
- 1886 – Art Ross, kanadský lední hokejista
- 1887 – Hedd Wyn, velšský básník († 31. července 1917)
- 1889 – Lev Zacharovič Mechlis, sovětský generál a politik († 13. února 1953)
- 1891
  - Julio Baghy, maďarský herec, režisér a esperantista († 18. března 1967)
  - Michal Pro, jezuitský kněz a mučedník, katolický světec († 23. listopadu 1927)
- 1893
  - Clark Ashton Smith, americký spisovatel, básník a malíř († 14. srpna 1961)
  - Chaïm Soutine, litevský malíř († 9. srpna 1943)
- 1895 – Jan Burgers, nizozemský fyzik († 6. června 1981)
- 1898 – El'azar Menachem Man Šach, jeden z vůdčích charedi rabínů († 2. listopadu 2001)
- 1899 – Lev Kulešov, sovětský filmař a filmový teoretik († 29. března 1970)
- 1902 – Karl Menger, rakouský matematik († 5. října 1985)
- 1903 – Ruth Harriet Louise, americká fotografka († 12. října 1940)
- 1911 – Guido del Mestri, italský kardinál († 2. srpna 1993)
- 1913 – Martin Martinček, slovenský fotograf († 1. května 2004)
- 1914 – Ján Futák, slovenský kněz a botanik († 7. července 1980)
- 1915 – Felix Vašečka, slovenský odbojář a komunistický politik († 7. září 2001)
- 1920 – Tokudži Iizuka, japonský válečný pilot
- 1924 – Paul Karl Feyerabend, rakouský filozof († 11. února 1994)
- 1927 – Sydney Brenner, jihoafrický biolog, nositel Nobelovy ceny za fyziologii a lékařství († 5. dubna 2019)
- 1928 – Karol Machata, slovenský herec († 2016)
- 1929 – Joe Pass, americký jazzový kytarista († 23. května 1994)
- 1931 – Elias Menachem Stein, americký matematik († 23. prosince 2018)
- 1932 – Joseph Zen Ze-kiun, čínský kardinál
- 1933 – Paul Biya, kamerunský politik
- 1938
  - Daevid Allen, australský básník, skladatel, kytarista, zpěvák († 13. března 2015)
  - William B. Davis, kanadský herec
  - Jean Cabut, francouzský karikaturista († 7. ledna 2015)
- 1940 – Edmund White, americký spisovatel
- 1941 – Pasqual Maragall i Mira, španělský politik
- 1942 – Carol Clevelandová, britská komediální herečka
- 1943 – Willie Alexander, americký hudebník
- 1947
  - John Lees, anglický kytarista a zpěvák
  - Carles Rexach, španělský fotbalista a trenér
  - Chris Thomas, britský hudební producent
- 1948 – Leon Hendrix, americký zpěvák a kytarista, bratr Jimiho Hendrixe
- 1949 – Rákeš Šarma, první indický kosmonaut
- 1954
  - Bruno Coulais, francouzský hudební skladatel
  - Trevor Rabin, jihoafrický hudebník, producent a skladatel
- 1955 – Jay McInerney, americký spisovatel
- 1956 – Dwight H. Little, americký filmový režisér
- 1957 – Mark O'Meara, americký golfista
- 1958 – Lena Sabine Berg, švýcarská herečka
- 1959 – James Lomenzo, americký muzikant (Megadeth)
- 1960 – Eric Betzig, americký fyzik, Nobelova cena za chemii 2014
- 1961 – Julia Louis-Dreyfus, americká herečka
- 1966 – Patrick Dempsey, americký herec
- 1969
  - Stephen Hendry, skotský hráč snookeru
  - Stefania Belmondová, italská lyžařka
- 1970
  - Marco Pantani, italský cyklista († 14. února 2004)
  - Shonda Rhimes, americká scenáristka, režisérka, autorka seriálu Chirurgové
- 1973 – Nikolaj Chabibulin, ruský hokejista
- 1977 – Orlando Bloom, anglický herec
- 1981 – Jason James, americký baskytarista (Bullet for My Valentine)
- 1982 – Guillermo Coria, argentinský tenista
- 1986 – Laura Ludwigová, německá plážová volejbalistka
- 1989 – Triinu Kivilaan, estonská zpěvačka
- 1997 – Connor McDavid, kanadský lední hokejista
- 2000 – Jack Crowley, irský ragbista

## Úmrtí
Automatický abecedně řazený seznam viz Kategorie:Úmrtí 13. ledna

### Česko

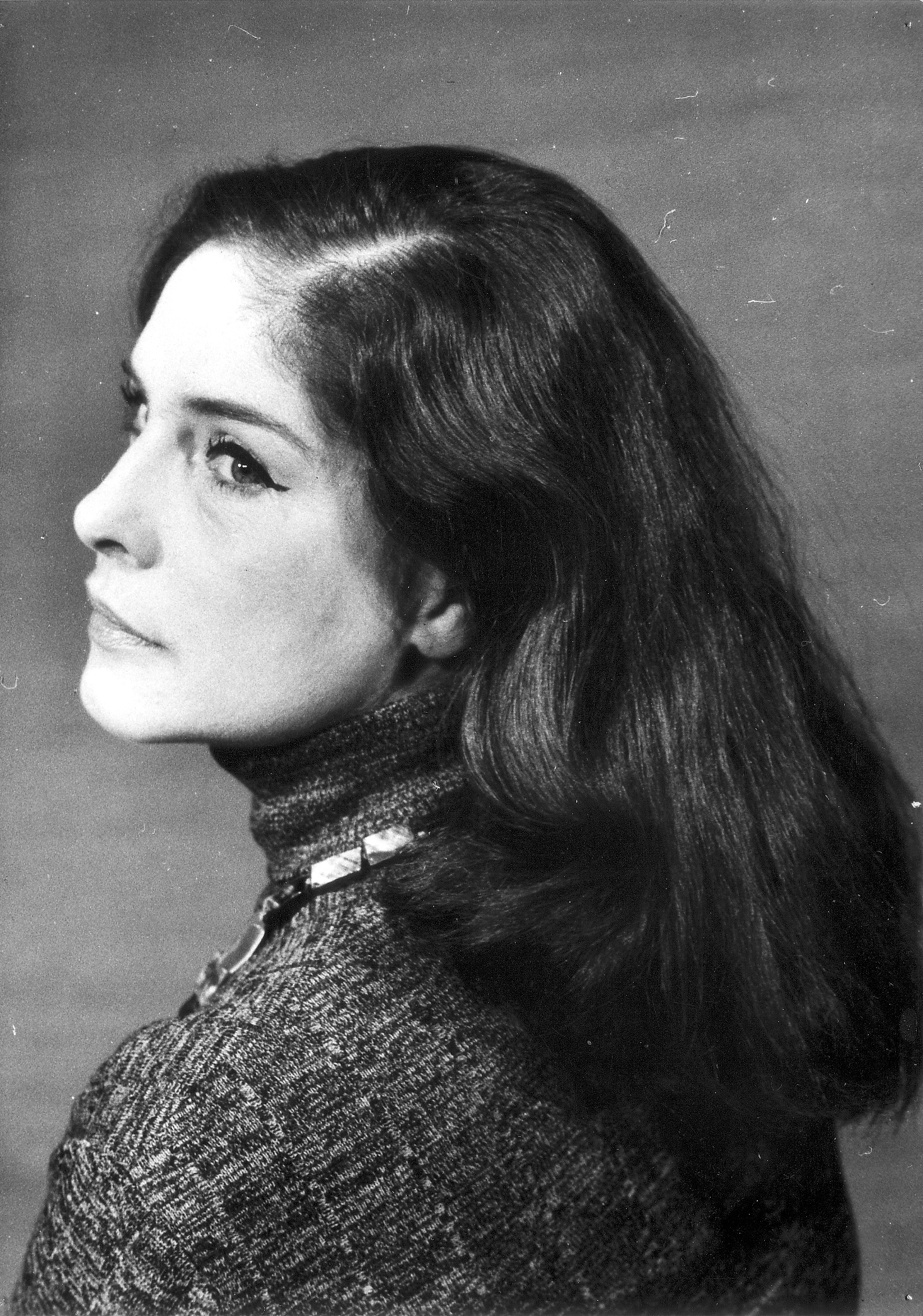
Vlasta Fialová († 1998)

- 1572 – Jan Augusta, kazatel a biskup Jednoty bratrské (* 1500)
- 1847 – Antonín Boček, archivář a historik (* 20. května 1802)
- 1888 – Jan Piperger, pražský kat (* 1838)
- 1910 – Anton Schuster, poslanec Českého zemského sněmu (* ? 1847)
- 1916 – František Lützow, šlechtic, diplomat, historik a spisovatel (* 21. března 1849)
- 1928 – Antonín Vřešťál, rektor Karlovy univerzity (* 23. října 1849)
- 1929 – Franta Župan, pedagog a spisovatel (* 23. května 1858)
- 1940
  - František Maloch, botanik a učitel (* 24. dubna 1862)
  - Karel Svoboda-Škréta, malíř (* 28. ledna 1860)
- 1947 – Karel Pavlík, sochař (* 29. května 1874)
- 1961 – František Drtikol, fotograf, grafik a malíř (* 3. března 1883)
- 1972 – František Čáp, režisér (* 7. prosince 1913)
- 1992 – Harry Macourek, dirigent, sbormistr a skladatel (* 11. dubna 1923)
- 1993 – Jaroslav Vaniš, historik (* 12. dubna 1923)
- 1996 – Ester Krumbachová, režisérka, dramatička, spisovatelka, scenáristka, výtvarnice, scénografka a kostýmní návrhářka (* 12. listopadu 1923)
- 1998 – Vlasta Fialová, herečka (* 20. ledna 1928)
- 1997 – Vladimír Miltner, indolog (* 6. července 1933)
- 2013 – Jiří Popper, zpěvák (* 22. května 1930)
- 2024 – Ladislav Svoboda, lékař a politik, místopředseda Senátu PČR (* 25. prosince 1938)

### Svět

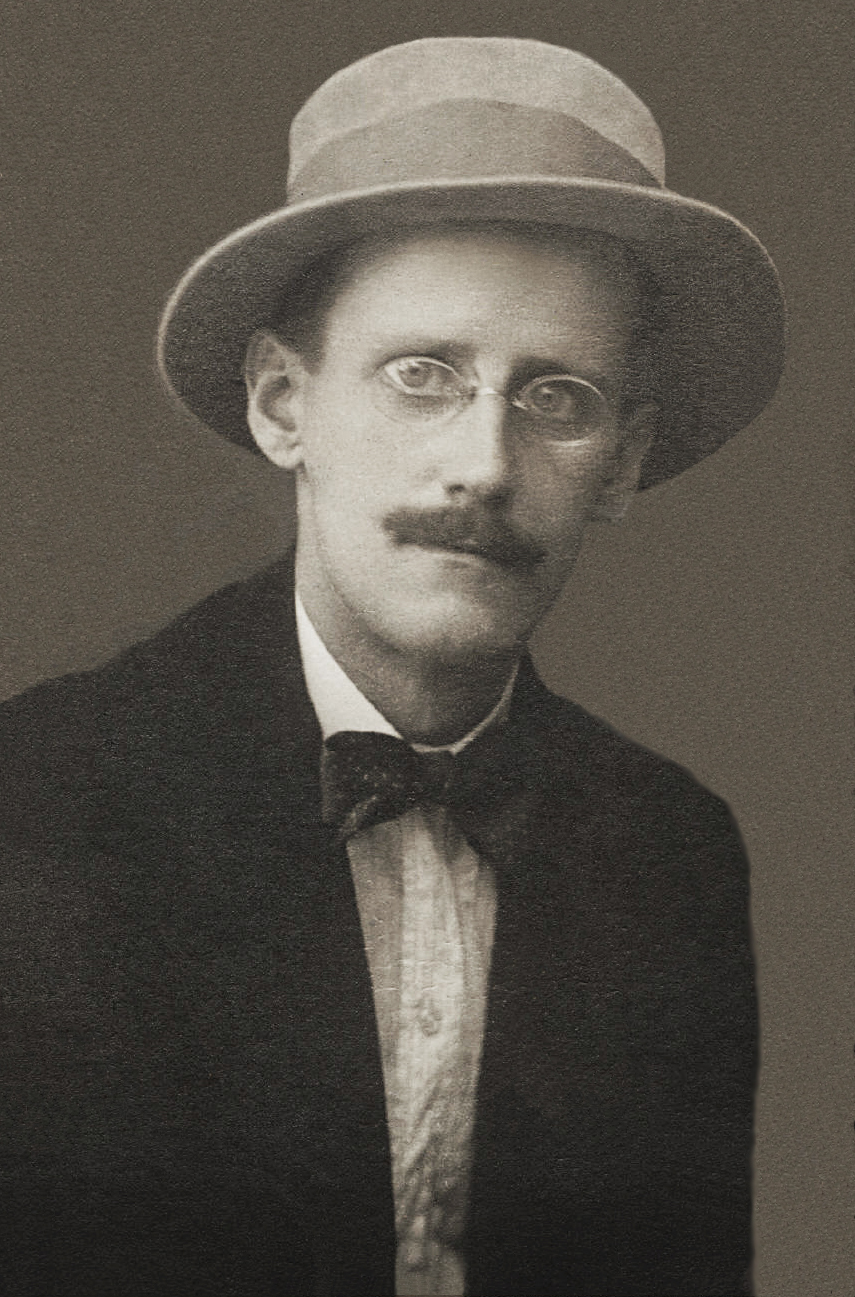
James Joyce († 1941)

- 0367 – Sv. Hilarius z Poitiers, latinsky píšící teolog (* asi 315)
- 0888 – Karel III. Tlustý, král švábský, italský a franský (* okolo 832)
- 1177 – Jindřich II. Babenberský, falckrabě rýnský, rakouský markrabě, bavorský a rakouský vévoda (* 1107)
- 1151 – Suger, francouzský spisovatel, opat kláštera Saint-Denis (* 1081)
- 1182 – Anežka Babenberská, uherská královna a korutanská vévodkyně (* 1151/1154)
- 1330 – Fridrich I. Sličný, císař Svaté říše římské (* 1289)
- 1363 – Menhard Bavorský, hornobavorský vévoda a tyrolský hrabě
- 1521 – Ču Čchen-chao, člen dynastie Ming (* ?)
- 1599 – Edmund Spenser, anglický básník (* přibližně 1552)
- 1625 – Jan Brueghel starší, belgický malíř (* 1568)
- 1654 – Jacques Lemercier, francouzský architekt (* 1585)
- 1717 – Maria Sibylla Merianová, švýcarská malířka a entomoložka (* 2. dubna 1647)
- 1766 – Frederik V., dánský a norský král (* 31. března 1723)
- 1797 – Alžběta Kristýna Brunšvicko-Bevernská, pruská královna (* 8. listopadu 1715)
- 1800 – Petr Biron, kuronský a semgalský kníže (* 15. února 1724)
- 1836 – Jules Armand Louis de Rohan, francouzský šlechtic z rodiny Rohanů a voják (* 20. října 1768)
- 1841 – Bertrand Barère de Vieuzac, francouzský politik a novinář (* 10. září 1755)
- 1843 – Luisa Augusta Dánská, dánská princezna (* 7. července 1771)
- 1844 – Joseph Strutt, anglický filantrop (pokřtěn 19. září 1765)
- 1847 – Josef Habsbursko-Lotrinský, uherský palatin (* 9. března 1776)
- 1857 – József Szén, maďarský šachový mistr (* 9. července 1805)
- 1882
  - Szymon Syrski, polský přírodovědec (* 24. října 1829)
  - Samuel Boden, anglický šachový mistr a novinář (* 4. dubna 1826)
- 1885 – Schuyler Colfax, americký politik (* 23. března 1823)
- 1894 – William Henry Waddington, francouzský numismatik, archeolog a politik (* 11. prosince 1826)
- 1897 – David Schwarz, chorvatský průkopník letectví (* 20. prosince 1852)
- 1900 – Peter Waage, norský chemik (* 29. června 1833)
- 1906 – Alexandr Stěpanovič Popov, ruský fyzik (* 16. března 1859)
- 1907 – Jakob Hurt, estonský lingvista, teolog a folklorista (* 22. července 1839)
- 1920 – Heinrich von Pitreich, ministr války Rakouska-Uherska (* 10. listopadu 1841)
- 1924 – Eugen Ruffínyi, objevitel Dobšinské ledové jeskyně (* 1. března 1846)
- 1926 – Erwin von Schwartzenau, ministr vnitra Předlitavska (* 11. září 1858)
- 1929 – Wyatt Earp, americký šerif (* 19. března 1848)
- 1931 – Kálmán Kandó, maďarský inženýr, vynálezce (* 10. července 1869)
- 1932 – Sofie Pruská, řecká královna (* 14. června 1870)
- 1935 – Heinrich Schenker, rakouský hudební teoretik a skladatel (* 19. června 1868)
- 1941 – James Joyce, irský romanopisec a básník (* 2. února 1882)
- 1946 – Wilhelm Souchon, německý a osmanský admirál (* 2. června 1864)
- 1948 – Solomon Michoels, sovětský divadelní herec a ředitel Moskevského státního židovského divadla (* 16. března 1890)
- 1956
  - Myra Albert Wiggins, americká malířka a fotografka (* 15. prosince 1869)
  - Lyonel Feininger, německo-americký malíř a karikaturista (* 17. července 1871)
- 1957 – Felix Bryk, švédský antropolog, entomolog a spisovatel (* 21. ledna 1882)
- 1963
  - Sylvanus Olympio, prvním prezident nezávislého Toga (* 6. září 1902)
  - Sonny Clark, americký klavírista (* 21. července 1931)
- 1974 – Ludwig Ferdinand Clauß, antropolog, psycholog a rasový teoretik nacistického Německa (* 8. února 1892)
- 1978
  - Hubert Humphrey, americký státník a politik (* 27. května 1911)
  - Maurice Carême, belgický spisovatel a básník (* 12. května 1899)
- 1979 – Sabu Martinez, americký hráč na bonga (* 1930)
- 1982 – Marcel Camus, francouzský filmový režisér a scenárista (* 21. dubna 1912)
- 1983 – Barry Galbraith, americký jazzový kytarista (* 18. prosince 1919)
- 1993
  - Hugh Walters, britský spisovatel sci-fi (* 15. června 1910)
  - René Pleven, premiér Francie (* 15. dubna 1901)
- 1995 – Ray Johnson, americký výtvarník (* 16. října 1927)
- 2000
  - John Ljunggren, švédský olympijský vítěz v chůzi (* 9. září 1919)
  - Enric Valor i Vives, valencijský vypravěč a filolog (* 22. srpna 1911)
- 2007 – Michael Brecker, americký jazzový saxofonista (* 29. března 1949)
- 2010 – Ed Thigpen, americký jazzový bubeník (* 28. prosince 1930)
- 2014
  - Ronny Jordan, britský kytarista (* 29. listopadu 1962)
  - Roscoe Howells, velšský spisovatel, historik a novinář (* 27. října 1919)
- 2017 – Eugene Cernan, americký pilot a astronaut (* 14. března 1934)

## Svátky

### Česko
- Edita
- Záviš
- Leontýna
- Gudrun
- Hjalmar
- Svatoslav

### Svět
- Slovensko: Rastislav
- Togo: Den osvobození
- Ghana: Den vykoupení
- USA: Pamětní den Stephena Fostera (USA)
- Švýcarsko: Meitlisunntig Festival-Woman in Villmergen War (je-li neděle)
- Švédsko, Norsko: Tyvendedagen/St Knute (20.den po Vánocích)

### Liturgický kalendář
- Hilarius z Poitiers
- Blahoslavená Veronika z Binaska (1445–1497)

## Pranostiky

### Česko
- Svatý Hilarius – vyndej saně, schovej vůz!

| 13. leden v pražském KlementinuÚdaje jsou platné k 29. 4. 2025. | 13. leden v pražském KlementinuÚdaje jsou platné k 29. 4. 2025. | 13. leden v pražském KlementinuÚdaje jsou platné k 29. 4. 2025. |
| minimum                                                         | denní průměr                                                    | maximum                                                         |
| --------------------------------------------------------------- | --------------------------------------------------------------- | --------------------------------------------------------------- |
| −24,8 °C (1799)                                                 | −1,7 °C (od 1961)                                               | 13,4 °C (2007)                                                  |